# علوانیه
علوانیه، روستایی از توابع دهستان گزین شهرستان هفتکل در استان خوزستان است.

## جمعیت
این روستا در دهستان گزین قرار دارد و براساس سرشماری مرکز آمار ایران در سال ۱۳۸۵، جمعیت آن ۱۵۳ نفر (۲۵خانوار) بوده‌است.